# Copa del Món de Bajas
La Copa del Món de Bajas (oficialment en anglès: FIM Bajas World Cup, abreujat BWC), organitzada per la FIM, és la màxima competició internacional de curses de ral·li raid d'estil "Baja", és a dir, inspirades en la Baja 1000 de la Baixa Califòrnia. A diferència dels ral·lis raid (altrament dits "ral·lis cross-country"), molt més llargs, les "Bajas" duren generalment al voltant de 2-3 dies. Com en el cas dels ral·lis raid, les etapes hi són llargues i exigents i posen a prova l'habilitat i la resistència dels pilots.
La Copa del Món de Bajas se celebra des del 2012. Fins al 2021, el Campionat del Món de Ral·lis Cross-Country de la FIM va ser el campionat principal dels ral·lis raid, més llargs. Des de la temporada del 2022, la Copa del Món de Bajas es disputa al costat del Campionat del Món de Ral·lis Raid (World Rally-Raid Championship) conjuntament amb la Copa del Món de Bajas Cross-Country de la FIA.

## Llista de guanyadors
Juntament amb la categoria principal, la Copa del món de 450cc, el campionat n'atorga també a les categories de dones, quads i júnior.
A 1 de gener de 2025
| Any  | Motos (450cc)                | Dones (motos)                 | Quads                            | SSVs                     |
| ---- | ---------------------------- | ----------------------------- | -------------------------------- | ------------------------ |
| 2012 | Alessandro Zanotti (KTM)     | Emmanuelle Clair (Yamaha)     | José Luis Espinosa (Can-Am)      | -                        |
| 2013 | Alessandro Ruoso (Yamaha)    | Andrea Mayer (Yamaha)         | Kamil Wisniewski (Yamaha)        | -                        |
| 2014 | Alessandro Ruoso (Yamaha)    | Rita Vieira (AJP)             | Kamil Wisniewski (Yamaha)        | -                        |
| 2015 | Adrien Maré (KTM)            | Rita Vieira (Honda)           | Alexandre Giroud (Yamaha)        | -                        |
| 2016 | Xavier De Soultrait (Yamaha) | Emmanuelle Clair (Yamaha)     | Amerigo V. Montecamozzo (Yamaha) | -                        |
| 2017 | Alessandro Ruoso (Yamaha)    | Sara García (Yamaha)          | Arnaldo Martins (Suzuki)         | -                        |
| 2018 | Mohammed Al Balooshi (KTM)   | Olga Roucková (Yamaha)        | Arnaldo Martins (Suzuki)         | -                        |
| 2019 | Benjamin Melot (KTM)         | Aishwarya Pissay (Yamaha)     | Aleksandr Maksimov (Yamaha)      | -                        |
| 2020 | Sebastian Bühler (Hero)      | Janaína De Souza (Honda)      | Toni Vingut (Yamaha)             | João Dias (Can-Am)       |
| 2021 | Martin Michek (KTM)          | Mirjam Pol (Husqvarna)        | Haitham Al-Tuwayjri (Yamaha)     | Alexandre Pinto (Can-Am) |
| 2022 | Konrad Dabrowski (Husqvarna) | Mirjam Pol (Husqvarna)        | Abdalmajeed Al-Khulaifi (Yamaha) | João Dias                |
| 2023 | Mohammed Al-Balooshi (KTM)   | Esther Merino (Husqvarna)     | Kevin Giroud (Yamaha)            | -                        |
| 2024 | Mohammed Al-Balooshi (KTM)   | Joanna Modrzewska (Husqvarna) | Hani Al-Noumesi (Yamaha)         | -                        |